# 鳥取県立倉吉東高等学校
鳥取県立倉吉東高等学校（とっとりけんりつ くらよしひがしこうとうがっこう）は、鳥取県倉吉市にある公立高等学校。略称は「倉東」（そうとう）。

## 概要
歴史
1909年（明治42年）に設置された「鳥取県立倉吉中学校」（旧制中学校、男子校）を前身とする。1948年（昭和23年）の学制改革により、新制の「鳥取県立倉吉第一高等学校」（男子校）となった。その翌年公立高校の統合・再編により総合制の「鳥取県立倉吉高等学校」（男女共学）となった後、1953年（昭和28年）に倉吉高等学校が東西の2校に分離され、現校名の「鳥取県立倉吉東高等学校」が発足した。
設置課程・学科
全日制課程 普通科
定時制課程 普通科（夜間部） ※通信制課程と併せて学ぶこと（定通併修制度）により、3年での卒業が可能。
校訓
「自主・自律」
校章
倉吉高等学校時代の1950年（昭和25年）、石谷嘉治によって制定された。 旧制・倉吉中学校の校章（松と桜）、旧制・倉吉高等女学校の校章（松柏（しょうはく））にちなんでデザインされた。
校歌
作詞は吉田啓文、作曲は平井保善（平井康三郎）による。歌詞は3番まであり、歌詞に校名は登場しない。
同窓会
「鴨水同窓会」と称している。
国際交流校
 安養高等学校（韓国）

## 歴史
旧制中学校・新制高等学校（男子校）時代
- 1909年（明治42年）
  - 3月24日 - 鳥取県立倉吉中学校の設置が認可される。
  - 4月1日 - 鳥取県立倉吉中学校が開校。修業年限を5年とする。
  - 4月15日 - 成徳尋常高等小学校の西校舎で入学式を挙行。
- 1910年（明治43年）3月31日 - 東伯郡倉吉町堺町二丁目201に本校舎が完成。
- 1921年（大正11年）5月15日 - 校旗を制定。
- 1945年（昭和20年）
  - 4月1日 - 戦況の悪化により、授業が停止される。勤労動員は継続される。
  - 9月 - 終戦により、授業を再開。
- 1947年（昭和22年）
  - 4月1日 - 学制改革（六・三制の実施）により、旧制中学校の生徒募集を停止。
  - 11月28日 - 昭和天皇が行幸（昭和天皇の戦後巡幸）[3]。
- 1948年（昭和23年）4月1日 - 学制改革（六・三・三制の実施）により、旧制中学校が廃止され、新制高等学校として鳥取県立倉吉第一高等学校（男子校）が発足。全日制普通科（修業年限3年）を設置。定時制普通科（夜間部・修業年限4年）を併置。

新制高等学校（男女共学）
- 1949年（昭和24年）4月1日 - 高校三原則に基づき、鳥取県立倉吉第二高等学校（女子校）、鳥取県立倉吉実業高等学校の2校と統合され、普通・家庭・商業・工業科を有する鳥取県立倉吉高等学校となる。旧第一高校校舎を「東校舎」、旧第二高校校舎を「西校舎」とする。
- 1950年（昭和25年）2月1日 - 校歌を制定。
- 1953年（昭和28年）4月1日 - 高校再編により倉吉高等学校が東・西の2校に分離し、東校舎を鳥取県立倉吉東高等学校（現校名）と改称。西校舎は鳥取県立倉吉西高等学校となる。
- 1961年（昭和36年）4月1日 - 専攻科を設置。
- 1962年（昭和37年）4月1日 - 工業科が分離し、鳥取県立倉吉工業高等学校として独立。
- 1967年（昭和42年）3月20日 - 現在地に新校舎が完成し移転を完了[4]。
- 1977年（昭和52年）
  - 3月5日 - 校旗を制定。
  - 3月31日 - 鴨水会館（同窓会館）が完成。
- 1978年（昭和53年）3月14日 - 柔剣道場が完成。
- 1979年（昭和54年）3月31日 - グラウンドを拡張。
- 1983年（昭和58年）
  - 2月28日 - 雨天練習場が完成。
  - 12月15日 - 特別教室棟が完成。
- 1989年（平成元年）12月16日 - 第2グラウンドが完成。
- 1996年（平成8年）4月1日 - 図書館・専攻科棟が完成。
- 1997年（平成9年）
  - 1月16日 - 創作・交流ホールが完成。
  - 2年生と対象に韓国研修旅行を開始。
- 2000年（平成12年）2月21日 - 第1体育館を改築。
- 2002年（平成14年）8月 - 「第1回高校生フォーラムin倉吉」を開催する。2005年の第4回より開催名を「国際高校生フォーラムin倉吉」と改称。
- 2004年（平成16年）4月 - 文部科学省によりスーパーイングリッシュランゲージハイスクール（SELHi）に指定される。
- 2005年（平成17年）2月10日 - 第2体育館・柔剣道場を改築。
- 2013年（平成25年）3月31日 - 専攻科を廃止。

## 学校行事
50回を数える学園祭や、国際高校生フォーラムin倉吉などの学校行事が盛んである。

## 部活動
硬式野球部は選抜高等学校野球大会2回出場（1988年〈第60回〉、1989年〈第61回〉）、全国高等学校野球選手権大会1回出場（1995年〈第77回〉）。
ラグビー部は2022年度のラグビー鳥取県予選を全2試合不戦勝(この大会には3校がエントリー、どちらの試合も人数不足)で通過し、第102回全国高校ラグビー大会出場を決定させたことで話題となった。ラグビー部の全国大会出場経験は12回(2022年度時点)。
- 運動部 - 硬式野球、ソフトテニス、硬式テニス、バレーボール、ラグビー、バスケットボール、ソフトボール、ハンドボール、バドミントン、サッカー、卓球、アーチェリー、柔道、剣道、水泳、陸上競技
- 文化部 - 新聞、囲碁、美術、オーケストラ、合唱、書道、演劇、放送、茶道、解放研、英語

## 著名な出身者
文化人
- 伊藤宝城（医師、詩人、版画家、彫刻家、戦後日本の抽象彫刻の先駆者の一人）
- 宇仁菅真（俳優）
- 大坂弘道（人間国宝、重要無形文化財「木工芸」の保持者）
- 小谷承靖（映画監督）
- 丁田政二郎（作家、舞台俳優）
- 前田寛治（洋画家）
- MALTA（サックス奏者）
- 吉田たすく（染織家、絣紬研究家）

教育者・学者
- 鳥飼欣一（物理学者）
- 永田英正（京都大学名誉教授）
- 松本典昭（阪南大学助教授）
- 矢吹萬寿（元大阪府立大学学長）
- 山名淳（東京大学教授）

マスコミ
- 桑本充悦（BSS山陰放送アナウンサー）
- 丸山聡美（BSS山陰放送アナウンサー）
- 松岡史子（元NKT日本海テレビジョン放送報道記者）

その他
- 大田勝幸（ENEOSホールディングス社長）
- 岸本正壽（オリンパス光学工業社長）
- 坂野重信（政治家）
- 福本和夫（共産主義思想家）
- 和田見里美（自転車競技選手）
- ヒロシ・ヤング (パチンコライター)